# هیوسانگ آکویلا ۲۵۰
هیوسانگ جی‌وی۲۵۰ یا هیوسانگ آکویلا ۲۵۰ (انگلیسی: Hyosung GV250) یک موتورسیکلت ۲۴۹ سی‌سی کروزر کره‌ای دوسیلندر، چهارزمانه با قدرت ۲۸ اسب بخار و گیربکس پنج سرعته دستی است.
- نسخه آکویلا ۶۵۰ ورژن قوی‌تر این موتورسیکلت می‌باشد.

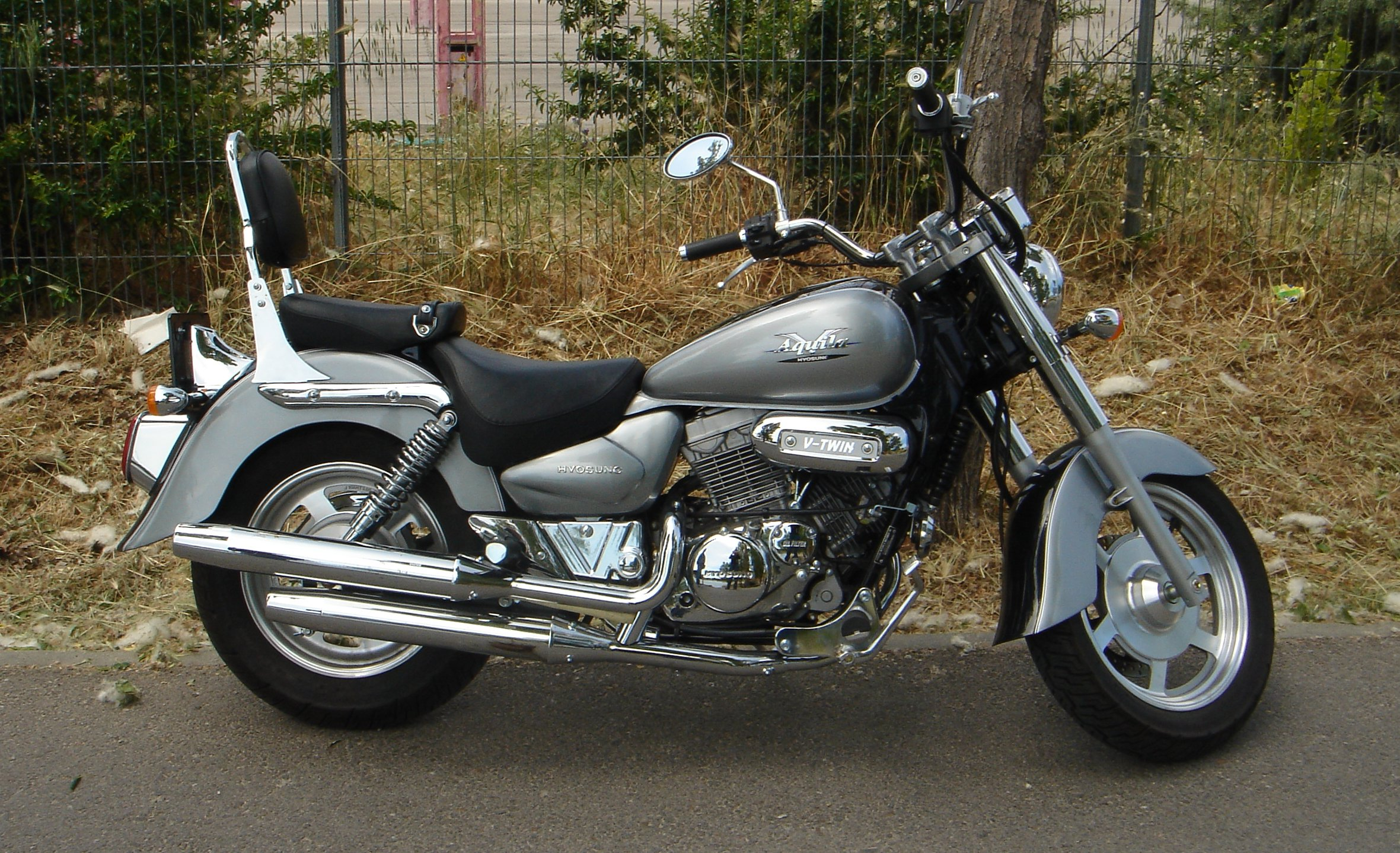

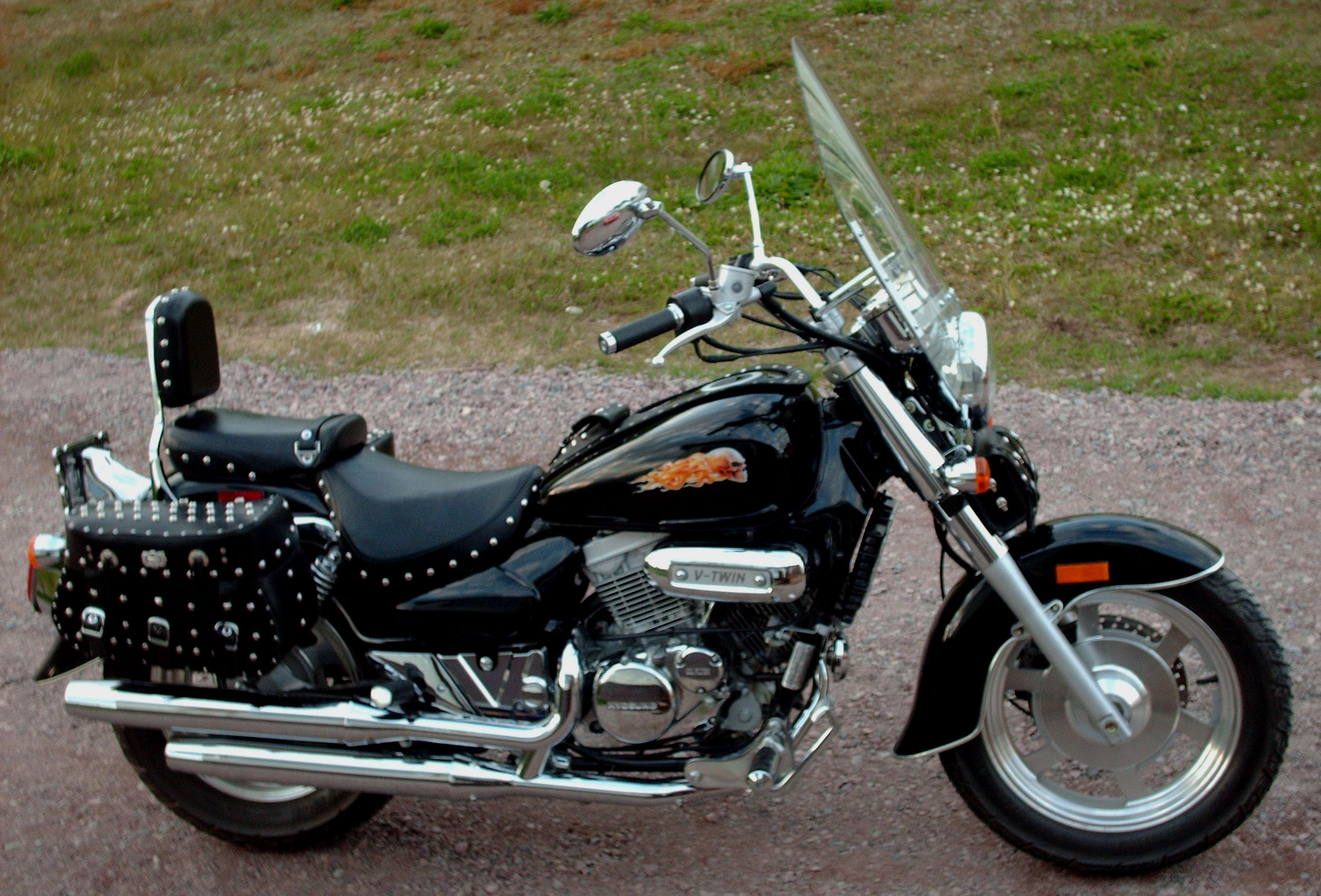